# Bárbara Antonie Barth
Barbara Antonie Barth, baronesa de Bartolf (en alemán, Barbara Antonie Barth Frau von Bartolf; Múnich, 25 de octubre de 1871-Garmisch-Partenkirchen, 23 de mayo de 1956), fue una actriz de teatro y bailarina de ballet de origen alemán, enlazada a la Casa de Wittelsbach por su matrimonio morganático con el duque Luis de Baviera.

## Biografía

### Infancia
Hija de Luis Barth y María Clara Beyhl, nació y creció en la ciudad de Múnich.

### Matrimonios y descendencia
Durante una actuación de ballet en el teatro de la corte de Múnich a principios de 1892, con sólo veinte años, llamó la atención del duque Luis de Baviera, que acababa de enviudar de su primera esposa, la también actriz Henriette Mendel, baronesa de Wallersee. Pocas semanas después, comenzaron una relación amorosa que terminaría en matrimonio. Tres días antes de que se celebrase la boda, la que sería su cuñada, Sissi, emperatriz de Austria, la elevó a la dignidad de baronesa de Bartolf (Frau von Bartolf).
Finalmente, la pareja contrajo matrimonio el 19 de noviembre de 1892, en Múnich.
Bárbara tuvo una hija mientras aún estaba casada con el duque Luis, fruto de las relaciones sexuales mantenidas con el que sería su segundo esposo, Maximiliano Mayr. La infidelidad supuso el fin de la relación, llegando el divorcio en el año 1913.
- Helena Mayr von Bartolf (1913-2006), casada con el príncipe Friedrich Christian de Schaumburg-Lippe.[2]

### Fallecimiento
Falleció en la ciudad alemana de Garmisch-Partenkirchen, en 1956.